# Rob Thomas (músico)
Robert Kelly “Rob” Thomas (Landstuhl, 14 de fevereiro de 1972) é um cantor e compositor estadunidense, nascido na Alemanha, de pop-rock. Ele é o principal cantor e compositor da banda Matchbox Twenty. Rob Thomas também tem uma carreira solo.

## Biografia
Thomas recebeu três prêmios Grammy por co-escrever, junto com o guitarrista mexicano Carlos Santana, o hit triplo-platina "Smooth" para o álbum Supernatural em 1999.
Emprestou seus talentos de compositor à artistas como Willie Nelson, Mick Jagger, Marc Anthony, Pat Green, Taylor Hicks e Daughtry.
Desde 1996 sua banda, Matchbox Twenty, lançou uma série de singles nas rádios de todo mundo, incluindo sucessos como “Push” “3 A.M.,” “Real World”, “Back 2 Good”, “Bent” “If Your're Gone” “Mad Season”, a “Disease,” “Unwell” e “Bright Light”. Em 2004, o Songwriters Hall of Fame concedeu a Thomas o prêmio Starlight Awards, reconhecendo o impacto de suas composições na indústria fonográfica. Thomas também toca piano e guitarra.
Levado para uma base militar em Landstuhl, Alemanha, Thomas foi recrutado em Carolina do Sul e, posteriormente, na Flórida. Lá estudou na escola no Colégio Lake Brantley . Aos 13 anos, já demonstrou seu desejo em seguir carreira na música. O primeiro show a que assistiu foi do Genesis em sua turnê "Invisible Touch Tour". Sua maior influência foi Steve Burry, um outro músico de Florida. Thomas abandonou o segundo grau e saiu de casa para poder investir em sua carreira.
Em 1999, estourou no mundo todo com a música Smooth, ao lado de Carlos Santana. A canção rapidamente se tornou um sucesso no mundo todo, e levou Rob ao estrelato.
Em Abril de 2005,lançou o álbum solo "...Something To Be". O primeiro single, "Lonely No More", chegou ao sexto lugar no Billboard Hot 100. Em Outubro de 2007, foi lançado o disco da banda, Matchbox 20, intitulado "Exile on Mainstream".
Em Junho de 2009, lançara o seu segundo álbum solo, denominado "Cradlesong", cujo primeiro single é "Her Diamonds".
Casou-se com Marisol Maldonado em 2 de outubro de 1999 e tem um filho, Maison Avery Williams Thomas, fruto de um relacionamento anterior com Kerry Williams.
Em fevereiro de 2010, fez participação na regravação de We Are The World, feita em comemoração aos 25 anos da música e a fim de arrecadar fundos em prol do Haiti.
Em 2010 se jogou novamente num projeto com Carlos Santana, no album Guitar Heaven, na faixa "Sunshine of Your Love".
Participou da 3ª Temporada do programa The Voice, como "conselheiro musical" do "Team" Cee Lo Green.